# قصر باغتشة جوق
قصر باغتشة جوق (بالفارسية: کاخ باغچه‌جوق) هو قصر تاريخي يعود إلى عصر القاجاريون، ويقع في ماكو.